# Il maestro di scherma (film 1915)
Il maestro di scherma (The Fencing Master) è un cortometraggio muto del 1915 diretto da Raoul Walsh.

## Produzione
Il film fu prodotto dalla Majestic Motion Picture Company.

## Distribuzione
Distribuito dalla Mutual Film, il film - un cortometraggio in due bobine - uscì nelle sale cinematografiche USA l'11 aprile 1915 con il titolo originale The Fencing Master.